# Аниматор
 За професията от туристическия и развлекателен бизнес вижте Аниматор (туризъм).  
Аниматор e художник, който рисува анимация.
Според Националната класификация на професиите и длъжностите, аниматорът е приложен специалист на кино-, видео-, и звукова и светлинна апаратура и още е описан като оператор на анимационни филми (код 3131-3004).